# Power Quest
Power Quest var ett power metal-band från Storbritannien som bildades år 2001 av keyboardisten och låtskrivaren Steve Williams efter att han lämnade DragonHeart (nu DragonForce). Totalt släppte gruppen två demoskivor, fyra singlar, en EP och sex studioalbum. Bandet splittrades 2013 på grund av ekonomiska problem men återförenades 2016 med en ny lineup. Bandet lades ner 2023.

## Medlemmar
Slutlig line-up
- Steve Williams – keyboard, bakgrundssång (2001–2013, 2016–2023)
- Rich Smith – trummor (2009–2013, 2016–2023)
- Ashley Edison – sång (2016–2023)
- Glyndwr Williams - gitarr (2017–2023)
- Bradley Edison – basgitarr (2018–2023)
- George "The Kid" Karafotis – gitarr (2018–2023)

Tidigare medlemmar
- Colin Callanan – sång (2011–2013)
- Andrew Midgley – gitarr, bakgrundssång (2009–2013)
- Steve Scott – basgitarr, bakgrundssång (2001–2009)
- Adam Bickers – gitarr (2001–2003)
- Sam Totman – gitarr (2001–2003)
- Alessio Garavello – sång (2001–2009),  rytmgitarr (2006–2008, 2009)
- André Bargmann – trummor (2003)
- Francesco Tresca – trummor (2005–2009)
- Andrea Martongelli – gitarr, bakgrundssångsång (2003–2009)
- Bill Hudson – gitarr (2008–2009)
- Oliver Holzwarth – basgitarr (2009)
- Pete Morten – sång (2009–2010)
- Ben Randall – gitarr (2009–2010)
- Chitral "Chity" Somapala – sång (2010–2011)
- Gavin 'Gav' Owen – gitarr (2010–2013, 2016–2017)
- Dan Owen – gitarr (2016–2017)
- Paul Finnie – basgitarr (2009–2013, 2016–2018; död 2019)

Turnerande medlemmar
- Gavin Ward – trummor (2003–2004)
- Steve Scott – basgitarr (2012)
- Bradley Edison – basgitarr (2017)
- Ben Ellis – gitarr (2017)
- Chris Petersen – gitarr (2017)
- Bill Hudson – gitarr (2017)
- Andrew Kopczyk – gitarr (2017)

Bidragande musiker (studio)
- ZP Theart – sång (2001–2002)

## Diskografi
Studioalbum
- Wings of Forever (2002)
- Neverworld (2003)
- Magic Never Dies (2005)
- Master of Illusion (2008)
- Blood Alliance (2011)
- Sixth Dimension (2017)

EP
- Face The Raven (2016)

Singlar
- "Kings and Glory" (från Sixth Dimension) (2017)
- "Lords of Tomorrow" (från Sixth Dimension) (2017)
- "Bound for Glory" (2021)
- "Now Is the Time" (2022)

Demo
- Power Quest (2001)
- Promo 2002 (2002)